# André Jaunet
André Jaunet (født 17. maj 1911 i Corné, Frankrig, død 13. december 1988 i Zürich Schweiz) var en fløjtenist i samme genre som Marcel Moyse. I sine senere år var han velkendt som en meget livlig lærer. Han boede i Zürich, Schweiz. Blandt hans elever er Peter-Lukas Graf og Aurèle Nicolet.

## Uddannelse
Fra 1924 til 1927 studerede Jaunet hos Etienne Moncelet i Angers, og fra 1927 til 1929 færdiggjorde han sine studier hos Marcel Moyse i Paris. Fra 1929 til 1931 studerede han yderligere ved Conservatoire de Paris under Philippe Gaubert.